# Guerra sueva (430-433)
La guerra sueva entre los años 430 y 433 fue un conflicto bélico ocurrido en el Imperio romano de Occidente que enfrentó a la población hispanorromana de Gallaecia contra el reino suevo. Fue uno de los casos ocurridos durante la caída del Imperio occidental en que las élites locales organizaron algún tipo de resistencia armada frente los invasores bárbaros ante la falta de intervención del ejército Imperial.

## Antecedentes

### Los suevos en Hispania
Los suevos habían invadido la península Ibérica en el año 409 junto a los vándalos y alanos. Tras ello, consiguieron crear un reino en 411 que se localizó en la provincia de Gallaecia donde su asentamiento principal se situó en Bracara Augusta (la actual Braga, en Portugal). Algunos años más tarde, pudieron acordar con el gobierno imperial un tratado de foedus que procuraron mantener lo que hizo que recibiesen ayuda imperial cuando fueron atacados por los vándalos en 419 o incluso, que luchasen contra ellos por encargo de los romanos en 429. De esta manera, convivieron en paz con los habitantes de Gallaecia y el Imperio se desentendió de ellos para dirigir sus esfuerzos contra los vándalos en Hispania, los visigodos y francos en la Galia o los alamanes jutungos en Recia.

### El Imperio romano de Occidente en 430
Para finales de la década de 420, la mermada capacidad militar del Imperio romano de Occidente estaba focalizada en la guerra civil que enfrentaba a su gobierno contra el comes Africae, Bonifacio. Acabada esta con victoria, tuvo que afrontar un desafío mucho mayor porque que los vándalos y alanos establecidos en Hispania iniciaron en 429 la conquista de la diócesis de África, derrotaron a las fuerzas imperiales el siguiente 430 y sitiaron a los supervivientes en Hipona lo que hizo necesario el envío de más tropas desde las provincias europeas.

## Desarrollo

### Situación durante 430
La citada campaña que los suevos habían emprendido contra los vándalos en 429 acabó en una estrepitosa derrota y en la muerte del cabecilla que dirigía las tropas. En algún momento del año 430, decidieron romper su acuerdo con el gobierno imperial conscientes de su, prácticamente, nula capacidad de responder militarmente. Comenzaron a saquear las poblaciones del interior de la provincia pero se encontraron que, a falta intervención imperial, la población local fue capaz de organizar algún tipo de milicia armada con la que responder a sus ataques y conseguir mantener en su poder las ciudades amuralladas donde se hicieron fuertes sin que los suevos pudiesen tomarlas. Según relata Hidacio, los hispanos consiguieron dar muerte a un buen número de suevos y ambos bandos hicieron, además, bastantes prisioneros. Antes de finalizar ese año se tuvo que llegar a un punto en que los suevos se avinieron a finalizar sus saqueos y llegaron a un acuerdo de paz con los locales mediante el que ambos bandos devolvieron a los rehenes que habían tomado.

### Situación entre 431 y 433
La paz entre los suevos y la población hispanorromana no duró mucho tiempo porque, entrado el año 431, se repitieron las campañas de saqueo. Esta vez, hubo una intervención de los visigodos ya que uno de sus caudillos llamado Veto intervino en la contienda buscando sacar algún provecho de ella. No tuvo que tener éxito en sus propósitos ya que, al poco, volvió con sus hombres al reino visigodo.
Parece que, esta vez, los hispanorromanos se vieron desbordados por los suevos y no fueron capaces de articular una defensa suficiente. En esta situación, decidieron pedir ayuda al gobierno imperial y enviaron al obispo Hidacio a la Galia donde, en esos meses, Aecio se encontraba en plena campaña para rechazar una invasión de los francos. El general romano no pudo enviarles refuerzos por la escasez de tropas y lo único que hizo para ayudarlos fue ordenar que, tras derrotar a los francos en 432, Censorio acompañase de vuelta a Hidacio a Gallaecia donde debía intentar llegar a un acuerdo de paz con los suevos.

### Acuerdo de paz
No parece que Censorio consiguiese algún acuerdo con los suevos, ni siquiera si llegó a negociar con ellos porque en 433 ya estaba de vuelta en Rávena adonde, quizás, tuvo que volver apresuradamente debido la guerra civil que se desató entre Aecio y Bonifacio en 432. Sea como fuese, tuvieron que ser los obispos los que se encargasen de las negociaciones y los que consiguiesen, finalmente, un acuerdo de paz donde fue necesario que un grupo de hispanorromanos quedasen en poder de los suevos como rehenes.
Parece que Hermerico quiso aprovechar la situación caótica en que se encontraba el gobierno imperial por la guerra contra Aecio y envió a un emisario con el fin de obtener condiciones más ventajosas para su pueblo y conseguir un reconocimiento gubernamental. Sin embargo, para cuando este llegó a Rávena, Aecio había vencido en la guerra civil y conseguido ser el gobernante de facto. No aceptó la petición de los suevos y estos debieron conformarse con las condiciones que habían conseguido.

## Consecuencias y acontecimientos posteriores
El acuerdo de paz de 433 permitió que los suevos consolidasen su presencia en Gallaecia a pesar de que el gobierno imperial les negase un reconocimiento similar al otorgado a los visigodos en Aquitania o a los hunos en Panonia. Durante los siguientes años pudieron aumentar su capacidad militar de tal manera que, cuando Requila sucedió a su padre Hermerico en 438, emprendieron su primera campaña para expandirse por el sur de Hispania.